# Oswaldo Simões
Oswaldo Simões (12 de octubre de 1952) es un deportista brasileño que compitió en judo. Ganó dos medallas en los Juegos Panamericanos de 1979, y cinco medallas en el Campeonato Panamericano de Judo entre los años 1978 y 1982.

## Palmarés internacional
| Juegos Panamericanos    | Juegos Panamericanos          | Juegos Panamericanos | Juegos Panamericanos |
| Año                     | Lugar                         | Medalla              | Categoría            |
| ----------------------- | ----------------------------- | -------------------- | -------------------- |
| 1979                    | San Juan (Puerto Rico)        | Medalla de oro       | Abierta              |
| 1979                    | San Juan (Puerto Rico)        | Medalla de bronce    | +95 kg               |
| Campeonato Panamericano |                               |                      |                      |
| Año                     | Lugar                         | Medalla              | Categoría            |
| 1978                    | Buenos Aires (Argentina)      | Medalla de oro       | +95 kg               |
| 1978                    | Buenos Aires (Argentina)      | Medalla de bronce    | Abierta              |
| 1980                    | Isla de Margarita (Venezuela) | Medalla de plata     | +95 kg               |
| 1982                    | Santiago de Chile (Chile)     | Medalla de oro       | Abierta              |
| 1982                    | Santiago de Chile (Chile)     | Medalla de plata     | +95 kg               |